# Georgia (cantante)
Georgia Rose Harriet Barnes (Londres; febrero de 1990), conocida por su nombre artístico, Georgia, es una cantante, rapera, compositora, productora discográfica y baterista inglesa. Hija del cofundador de Leftfield, Neil Barnes, Georgia comenzó su carrera musical como baterista de artistas como Kwes y Kae Tempest. Comenzó su carrera como cantante y productora discográfica con el lanzamiento de su álbum de estudio debut Georgia en 2015. Su segundo álbum de estudio Seeking Thrills fue lanzado en enero de 2020.

## Discografía
- 2015: Georgia
- 2020: Seeking Thrills
- 2023: Euphoric